# Guvernul României
Guvernul României reprezintă, conform Constituției, autoritatea publică a puterii executive în România, alături de Președinte. Guvernul se organizează și funcționează în conformitate cu prevederile constituționale, având la bază un Program de guvernare. El funcționează în temeiul votului de încredere acordat de Parlament, în baza Programului său de guvernare. Principalele sale îndatoriri sunt asigurarea realizării politicii interne și externe a țării și exercitarea conducerii generale a administrației publice.
Guvernul se compune dintr-un lider numit prim-ministru și un număr variabil de miniștri care conduc ministere specializate pe anumite domenii, cu numeroase agenții și instituții cu diferite grade de subordonare în cadrul executivului. Sediul Guvernului României se află în București, mai precis la Palatul Victoria, unde se desfășoară activitățile acestuia.

## Prezentare generală

### Cabinetul actual
Guvernul actual este condus de prim-ministrul Ilie Bolojan (PNL) din 23 iunie 2025. Până la acestă dată, timp de 48 de zile, Cătălin Predoiu (PNL) a îndeplinit funcția ad-interim, până ce președintele, Nicușor Dan, a învestit în funcție actualul guvern.
Predecesorul său, Marcel Ciolacu (PSD), a primit, la data de 14 iunie 2023, votul de încredere al Parlamentului, pentru primul cabinet condus de acesta, înlocuind astfel Guvernul Nicolae Ciucă (PNL). Guvernul actual constă în 16 ministere și șase portofolii suplimentare, de un prim-ministru și 5 viceprim-miniștri, cabinet ce a păstrat dimensiunea precedentului (Guvernul Marcel Ciolacu (2)).

### Numire
Numirea guvernului se face de Președintele României pe baza votului de încredere acordat de către parlament. Nominalizarea candidatului pentru postul de premier se face de către președinte după consultări cu partidele politice ori coaliția care deține majoritatea în parlament. După nominalizarea acestuia, candidatul trebuie să propună un program de guvernare și o listă completă de propuneri pentru posturile ministeriale într-un termen de 10 zile. Acest termen nu este o dată limită strictă, deși reprezintă perioada optimă pentru înființarea unui guvern legal competent. Expirarea acestui interval îi poate acorda Președintelui dreptul de a-și revoca propunerea, deși acest lucru nu e obligatoriu.
Odată aceste sarcini îndeplinite premierul desemnat solicită Parlamentului, în ședință comună, votul de încredere. După consultarea președinților celor două camere și a liderilor grupurilor parlamentare, președintele poate dizolva Parlamentul, dacă acesta nu a acordat votul de încredere pentru formarea Guvernului în termen de 60 de zile de la prima solicitare și numai după respingerea a cel puțin două solicitări.
Când Parlamentul își acordă votul de încredere, Programul de guvernare devine oficial, membrii își încep mandatul conform legii după depunerea jurământului de loialitate față de țară în fața Președintelui.

### Programul de guvernare
Guvernul se organizează și funcționează în conformitate cu prevederile constituționale, având la bază Programul de guvernare acceptat de Parlament. Programul de guvernare este un document politico-administrativ, care stabilește principiile, orientările și pașii necesari pe care Guvernul intenționează să îi pună în aplicare în timpul mandatului său, în toate domeniile de activitate. Pentru a atinge obiectivele prevăzute în programul de guvernare, Guvernul român îndeplinește funcțiile de consolidare, reglare, administrare, reprezentând și exercitând autoritatea statală.

### Strategii, politici, programe
Guvernul aprobă strategii, politici și programe administrative, reprezentând modalități de îndeplinire a Programului de guvernare precum și modalități de realizare a funcțiilor instituției, ca autoritate publică a puterii executive, cu rolul de a asigura funcționarea echilibrată și dezvoltarea sistemului național economic și social, precum și racordarea acestuia la sistemul economic mondial în condițiile promovării intereselor naționale.

### Rol
Rolul Guvernului este reglementat de Constituție și de legi relevante. Guvernul „exercită conducerea generală a administrației publice”, elaborează strategii pentru a implementa platforma guvernamentală, exercită inițiativa legislativă, negociază tratate internaționale, reprezintă statul român atât intern cât și extern, numește prefecții și prezintă informații și documente Camerelor Parlamentului, la cerere.
În vederea îndeplinirii rolului său, Guvernul asigură funcționarea echilibrată și dezvoltarea sistemului național economic și social.
Pe planul politicii externe, Guvernul poate propune Președintelui înființarea, desființarea sau schimbarea rangurilor misiunilor diplomatice. Guvernul poate de asemenea propune Președintelui acreditarea și chemarea reprezentanților diplomatici ai României.

### Relația cu Parlamentul
Parlamentul României reprezintă singura instituție a statului român care exercită control asupra Guvernului prin intermediul unui mecanism de întrebări, interpelări și comisii de anchetă parlamentare cât și a circuitului obligatoriu de informare și documentare a parlamentului. Camerele Parlamentului (Camera Deputaților sau Senatul) pot depune moțiuni simple față de activitatea guvernului sub forma unor interpelări și inclusiv moțiuni de cenzură, cu rol de retragere a votului de încredere acordat guvernului.
Printr-o lege specială de abilitare, Guvernul poate emite ordonanțe, care au aceeași putere legală ca legile obișnuite. Ordonanțe sunt o formă de delegare legislativă, și pot necesita aprobarea în Parlament dacă legea de abilitare prevede acest lucru. În situații extraordinare, în care reglementarea nu poate fi amânată, Guvernul poate emite ordonanțe de urgență, care nu necesită legi de abilitare, ci trebuie să fie supuse aprobării în Parlament înainte de intrarea în vigoare.
Guvernul primește cu cinci zile înainte de promulgare oricare lege a Parlamentului. Pe baza acesteia, Guvernul poate sesiza Curtea Constituțională, cu scopul de a întoarce legea spre dezbaterea Parlamentului.

## Funcțiile Guvernului

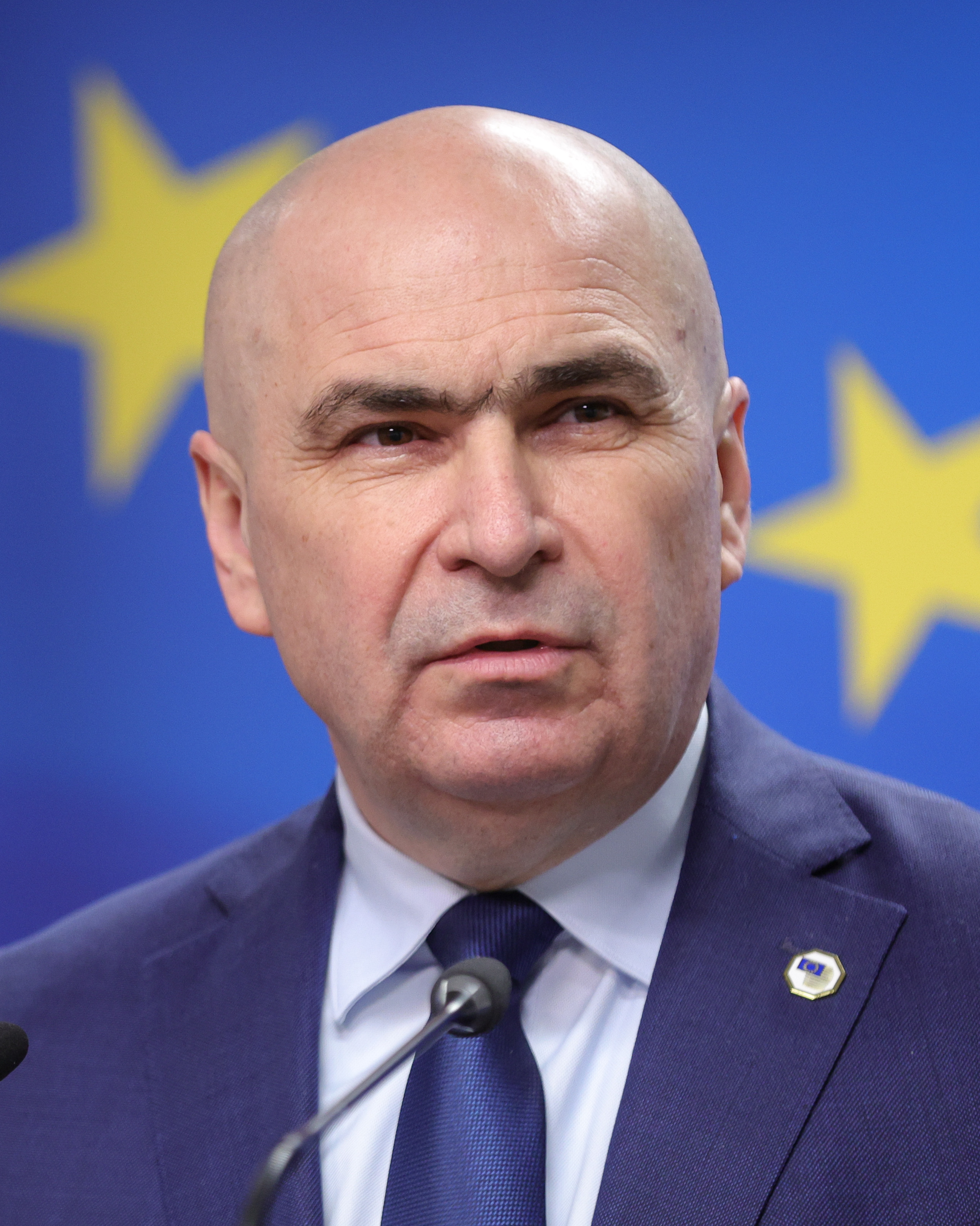
Ilie Bolojan, actualul Prim-ministru al României

Unul dintre scopurile principale ale Guvernului este realizarea programului său de guvernare. În acest sens, acesta exercită un număr de funcții, pentru facilitarea acestei realizări.
- Funcția de strategie - prin care Guvernul elaborează strategia propriu-zisă de punere în aplicare a Programului său de guvernare;
- Funcția de implementare - prin care Guvernul caută să pună în aplicare Programul de guvernare;
- Funcția de reglementare - prin care Guvernul crează cadrul normativ și instituțional prin care să poată fi realizate obiectivele acestui Program;
- Funcția de administrare - prin care sunt administrate bunurile aflate în proprietatea publică sau privată a statului, asemenea serviciilor publice de care acesta este responsabil;
- Funcția de reprezentare - prin care este Guvernul se reprezintă atât pe plan intern, cât și extern, în numele statului, în cadrul domeniului său de specialitate;
- Funcția de autoritate în stat - prin care se urmărește asigurarea păcii și liniștii publice în domeniul apărării naționale, a ordinii publice, dar și prin asigurarea bunei desfășurări a activităților instituțiilor sale subordoante.

## Structură

Palatul Victoria, situat în Piața Victoriei din București, este sediul Guvernului.

Constituția stabilește pozițiile de Prim-ministru al României și cea de Ministru. Pot fi membrii ai Guvernului (indiferent de poziția în cauză) cetățenii români cu domiciliul în țară, care se bucură de drepturi electorale, și care nu au fost condamnați penal în trecut, cu excepția situației în care au fost reabilitați
Alte funcții din cadrul aparatului executiv sunt stabilite prin legi organice. Aceste legi permit existența unor funcții ca viceprim-miniștrul, ministrul de stat și ministrul delegat ministrul cu însărcinări speciale pe lângă Prim-ministru. „Ministrul de stat” este o poziție superioară, care coordonează activitatea ministerelor aflate în subordinarea Prim-ministrului. Aceștia pot fi numiți în Guvern de către Președinte pe baza votului de încredere acordat de Parlament.
Prim-ministrul este liderul Guvernului și îi coordonează activitatea. Biroul prim-ministrului constă în cabinetul Prim-ministrului, format la rândul lui din secretari de stat și consilieri de stat.

### Aparatul de lucru al Guvernului
Aparatul de lucru al Guvernului este alcătuit din Cancelaria Prim-ministrului, Secretariatul General al Guvernului, aparatul propriu de lucru al viceprim-ministrului, departamente și alte asemenea structuri organizatorice cu atribuții specifice stabilite prin hotărâre a Guvernului.
Cancelaria Prim-ministrului
Structură fără personalitate juridică, în subordinea directă a prim-ministrului, finanțată prin bugetul Secretariatului General al Guvernului, condusă de șeful Cancelariei, cu rang de ministru, numit și eliberat din funcție prin decizie a prim-ministrului. În cadrul Cancelariei Prim-ministrului își desfășoară activitatea unul sau mai mulți secretari de stat și consilieri de stat, numiți, respectiv eliberați din funcție prin decizie a prim-ministrului.
Secretariatul General al Guvernului
Instituție publică cu personalitate juridică, în subordinea prim-ministrului, condusă de un secretar general cu rang de ministru, ajutat de un secretar general adjunct cu rang de secretar de stat, precum și, după caz, de unul sau mai mulți secretari de stat, numiți, respectiv eliberați din funcție prin decizie a prim-ministrului. Secretarul general al Guvernului este ordonatorul principal de credite pentru aparatul de lucru al Guvernului, precum și pentru instituțiile publice și organele de specialitate ale administrației publice centrale din subordinea sau coordonarea Guvernului, a prim-ministrului și a Secretariatului General al Guvernului.
Departamentul pentru Relația cu Parlamentul
Structură cu personalitate juridică, finanțată prin bugetul Secretariatului General al Guvernului, condusă de ministrul delegat pentru relația cu Parlamentul, care are calitatea de ordonator terțiar de credite. În cadrul departamentului funcționează unul sau mai mulți secretari de stat, numiți și eliberați din funcție prin decizie a prim-ministrului.
Departamentul pentru Investiții Străine și Parteneriat Public-Privat
Structură cu personalitate juridică, finanțată prin bugetul Secretariatului General al Guvernului, condusă de ministrul delegat pentru proiecte de infrastructură de interes național și investiții străine, care are calitatea de ordonator secundar de credite. În cadrul departamentului funcționează unul sau mai mulți secretari de stat, numiți și eliberați din funcție prin decizie a prim-ministrului.
Departamentul pentru Lupta Antifraudă - DLAF
Structură cu personalitate juridică, în cadrul aparatului de lucru al Guvernului, în coordonarea prim-ministrului, finanțată de la bugetul de stat prin bugetul Secretariatului General al Guvernului, condusă de un șef cu rang de secretar de stat, numit prin decizie a prim-ministrului pe o perioadă de 5 ani, ordonator terțiar de credite. Departamentul pentru Lupta Antifraudă - DLAF este instituția de contact cu Oficiul European de Lupta Antifraudă - OLAF și asigură, sprijină sau coordonează, după caz, îndeplinirea obligațiilor ce revin României privind protecția intereselor financiare ale Uniunii Europene, în conformitate cu prevederile art. 325 din Tratatul privind funcționarea Uniunii Europene, având atribuția de control al obținerii, derulării sau utilizării fondurilor comunitare, precum și a fondurilor de cofinanțare aferente.
Corpul de control al prim-ministrului
Structură fără personalitate juridică în subordinea prim-ministrului, condusă de un secretar de stat, numit și eliberat din funcție prin decizie a prim-ministrului, și finanțată prin bugetul Secretariatului General al Guvernului. Corpul de control al prim-ministrului controlează și urmărește activitatea ministerelor și serviciilor publice deconcentrate ale acestora, instituțiilor publice din subordinea Guvernului, organelor de specialitate ale administrației publice centrale din subordinea Guvernului, oficiilor, departamentelor, comisiilor, regiilor autonome, companiilor și societăților naționale, societăților comerciale și instituțiilor financiar-bancare cu capital majoritar său integral de stat.
Corpul de control al prim-ministrului controlează activitatea instituțiilor publice subordonate autorităților administrației publice locale, cu respectarea dispozițiilor legale privind regimul general al autonomiei locale, precum și organizarea și funcționarea autorităților administrației publice locale.
Departamentul pentru Relații Interetnice
Structură fără personalitate juridică, în subordinea prim-ministrului și în coordonarea secretarului general al Guvernului, condusă de un secretar de stat, ajutat de 2 subsecretari de stat, numiți, respectiv eliberați din funcție prin decizie a prim-ministrului, și finanțată prin bugetul Secretariatului General al Guvernului.

### Ministere

Palatul CFR, actualul sediu al Ministerului Transporturilor și Infrastructurii

Ministerele sunt organe de specialitate ale administrației publice centrale care realizează politica guvernamentală în domeniile de activitate ale acestora. Guvernul României este format din 16 ministere, un prim-ministru și mai mulți viceprim-miniștri, care variază de la guvern la guvern. Prim-ministrul actual este Ilie Bolojan.

### Prefecturi
Prefectul este reprezentantul Guvernului pe plan local. În această calitate prefectul răspunde de aplicarea politicii Guvernului în unitățile administrativ-teritoriale, având obligația de a asigura executarea actelor Guvernului, precum și pe cele ale ministerelor și celorlalte organe de specialitate din subordinea Guvernului ori a ministerelor.
Prefectul conduce serviciile publice descentralizate ale ministerelor și ale celorlalte organe centrale din unitățile administrativ-teritoriale și exercită controlul asupra legalității actelor administrative ale consiliului local, ale primarului, ale consiliului județean și ale președintelui consiliului județean.
Prefecții și subprefecții sunt numiți în funcție de Guvern, dintre membrii corpului înalților funcționari publici. Funcția publică de secretar general al prefecturii s-a transformat în funcția publică de subprefect. Prefectul va fi astfel ajutat în munca sa de doi subprefecți, iar în București de trei subprefecți.

### Instituții subordonate
Acestea sunt organizate ca structuri cu sau fără personalitate juridică, în subordinea prim-ministrului, conduse de secretari de stat sau asimilați ai acestora, a căror înființare și/sau funcționare se aprobă prin hotărâre a Guvernului.

## Procesul legislativ
Ședințele Guvernului se convoacă și sunt conduse de primul-ministru. Guvernul se întrunește săptămânal sau ori de câte ori este nevoie, pentru a dezbate problemele politicii interne și externe sau aspecte de conducere generală a administrației publice. Agenda de lucru a ședinței Guvernului cuprinde:
- proiecte de acte normative (proiecte de lege, proiecte de ordonanțe și de hotărâri)
- rapoarte
- note, note-mandat
- memorandumuri
- puncte de vedere
- informări și alte documente, în funcție de necesități și de solicitări

Agenda de lucru a Guvernului este structurată în două părți și poate conține și liste suplimentare, cu aprobarea prim-ministrului.
Guvernul adoptă hotărâri și ordonanțe (simple și de urgență). Hotărârile se emit pentru organizarea executării legilor. Ordonanțele se emit în temeiul unei legi speciale de abilitare, în limitele și în condițiile prevăzute de aceasta.
Circuitul decizional
Circuitul procesului decizional al proiectelor de documente de politici publice și al proiectelor de acte normative este structurat în două etape:
1. reuniunea pregătitoare a ședinței Guvernului, care asigură coordonarea procesului de elaborare, consultare și avizare pentru documentele de politici publice și acte normative la nivel interministerial;
2. ședința Guvernului, care marchează încheierea procesului decizional, prin adoptarea/aprobarea sau respingerea acestor proiecte.

### Autoreglare
Legea avertizorului public (nr. 571 din 2004) permite oricărui angajat de la stat să reclame ilegalitățile comise în cadrul instituției respective și îi asigură protecția.

## Tabel cronologic al prim-miniștrilor României după 1989
Această cronologie conține toți prim-miniștrii (fie în puteri depline, fie interimari) care au activat în perioada postcomunistă (mai precis de la data de 26 decembrie 1989 și până în prezent).